# Ryōko Aoyagi
Ryōko Aoyagi (青柳 涼子 Aoyagi Ryōko?,  15 de septiembre de 1978 - Tokio, 5 de septiembre de 2009) fue una actriz y cantante japonesa.

## Biografía
Aoyagi debutó como cantante en febrero de 2001, interpretando el tema de apertura de la serie de anime Baki the Grappler. También fue actriz invitada en dos episodios, dando voz al personaje de Mai. En 2008, se le diagnosticó cáncer de ovario. A pesar de someterse a tratamiento, Aoyagi padeció de la enfermedad el 5 de septiembre de 2009 en un hospital en Tokio, falleció diez días antes de su cumpleaños número 31.

## Filmografía
- Baki the Grappler (2001) – Mai (dos episodios)

## Discografía
- Baki the Grappler, tema de apertura
- Grappler Baki Maximum Tournament, tema de cierre
- Sorrow believe (哀 believe?) (2001)
- Reborn (2001)
- I loved ... (2001)
- All alone (2001)[2]